# چالغان میانی
چالغان میانی (به لاتین: Orta Çalğan) یک منطقه مسکونی در جمهوری آذربایجان است که در شهرستان سیاه‌زن واقع شده است. این روستا ۵۴ نفر جمعیت دارد.